# 阔鳞肋毛蕨
阔鳞肋毛蕨（学名：Ctenitis maximowicziana）为叉蕨科肋毛蕨属下的一个种。

## 扩展阅读
- 維基物種上的相關：阔鳞肋毛蕨